# Super (álbum de Pet Shop Boys)
Super es el decimotercer álbum de estudio de Pet Shop Boys. El álbum fue grabado en Los Ángeles con el productor Stuart Price, quien también produjo su anterior álbum Electric. El álbum salió a la venta el 1 de abril de 2016 a través de x2, el propio sello del dúo británico. El álbum debutó en el puesto número 3 de la lista de álbumes del Reino Unido, al igual que su anterior disco Electric, vendiendo 16.000 copias durante la primera semana.

## Antecedentes
Cuando se publicó el álbum dance en 2013, Pet Shop Boys declararon que estaban muy entusiasmados por colaborar con Stuart Price. Indicaron que Electric, posiblemente sería la primera parte de una trilogía. Neil Tennant dijo en una entrevista realizada en 2014 que el próximo álbum volvería a estar orientado al baile.
Al finalizar la grabación en 2015, se anunció que el nuevo álbum se publicaría durante la primavera de 2016. El 15 de enero de 2016, se lanzó una misteriosa campaña viral por todo el mundo con una web llamada whatissuper.co y aparecieron carteles publicitarios por Londres, Berlín, Roma o París mostrando una cuenta atrás para ser lanzado el día 21 de enero a las 13:00 GMT, con un teaser musical y la palabra Super cambiando de color. Todo apuntaba a que se trata de la presentación del nuevo disco de Pet Shop Boys, ya que el sonido de ese teaser que se puede escuchar en la web posee muchas características del dúo británico. Finalmente se confirma que el nuevo álbum se llama Super y se publicará el 1 de abril de 2016 por todo el mundo. También se ha anunciado cuatro conciertos en el Reino Unido y la primera canción del nuevo álbum de estreno: Inner Sanctum.
En el sitio web oficial dado a conocer la lista de canciones del álbum, diciendo que la canción 'The Pop Kids' será el primer single.

## Pistas del Álbum
Todas las canciones escritas y compuestas por Neil Tennant y Chris Lowe, excepto "Say It to Me" escrita por Neil Tennant, Chris Lowe, y Stuart Price. 
| N.º | Título                                       | Duración |  |
| 1.  | «Happiness»                                  | 4:04     |  |
| 2.  | «The Pop Kids»                               | 3:55     |  |
| 3.  | «Twenty-something»                           | 4:22     |  |
| 4.  | «Groovy»                                     | 3:29     |  |
| 5.  | «The Dictator Decides»                       | 4:50     |  |
| 6.  | «Pazzo!»                                     | 2:44     |  |
| 7.  | «Inner Sanctum»                              | 4:18     |  |
| 8.  | «Undertow»                                   | 4:15     |  |
| 9.  | «Sad Robot World»                            | 3:18     |  |
| 10. | «Say It to Me» (Tennant, Lowe, Stuart Price) | 3:08     |  |
| 11. | «Burn»                                       | 3:53     |  |
| 12. | «Into Thin Air»                              | 4:17     |  |